# ホントだよ
『ホントだよ』は、柴咲コウの20枚目のシングル（RUI、KOH+名義含む）。2010年4月14日発売。

## 解説
- 「ホントだよ」は、柴咲の希望により、小田和正による楽曲提供である。
- 楽曲「遺.」の読みは、「ゆい」である。

## 収録曲
1. ホントだよ
  - 作詞・作曲・編曲：小田和正
  - 中日本高速道路 CMソング
2. 遺.
  - 作詞：柴咲コウ／作曲：澤田かおり／編曲：新屋豊
3. ホントだよ (Backing Track)
4. 遺. (Backing Track)

## 収録アルバム
ホントだよ
- 『Love&Ballad Selection』
- 『KO SHIBASAKI ALL TIME BEST 詩』

遺.
- 『Love&Ballad Selection』